# 12 라운드 2
《12 라운드 2》(영어: 12 Rounds 2: Reloaded 혹은 영어: 12 Rounds 2, 영어: 12 Rounds: Reloaded)는 미국에서 제작된 룰 레이네 감독의 2013년 액션 스릴러 비디오 영화이다. 《12 라운드》(2009)의 속편이며, 랜디 오턴 등이 출연하였다. 극장 개봉을 거치지 않고 2013년 6월 4일 미국에서 DVD와 블루레이로 발매되었다. 
2015년 속편 《12 라운드 3: 락다운》이 공개되었다.

## 출연
- 랜디 오턴
- 톰 스티븐스
- 브라이언 마킨슨
- 비너스 터조
- 신디 버즈비
- 숀 로저슨
- 콜린 로런스
- 첼시 리스트
- 레이철 헤이워드